# Nebikon
Nebikon är en ort och kommun i distriktet Willisau i kantonen Luzern, Schweiz. Kommunen har 2 817 invånare (2023).